# Black Mount
Black Mount – pasmo w Grampianach Zachodnich, w Szkocji. Rozciąga się od Loch Tulla na południu do Glen Etive na północy. Nazwa pasma pochodzi od Lasu Black Mount (ang. The Black Mount Forest), obecnie w większości wyciętego. Najwyższym szczytem pasma jest Meall a’ Bhùiridh, który osiąga wysokość 1108 m.
Najważniejsze szczyty:
- Meall a’ Bhùiridh (1108 m),
- Stob Ghabhar (1090 m),
- Creise (1100 m),
- Clach Leathad (1090 m),
- Stob a‘Ghlais Choire (996 m),
- Sron a‘Ghearrain (990 m),
- Sron na Guibhas (974 m),
- Stob a’ Choire Odhair (945 m).